# Stonehaven
Stonehaven (/stoʊnˈheɪvən/ⓘ en escocés: Steenhive [stinˈhaiv]ⓘ (del gaélico escocés: Cala na Creige) es una localidad situada en el concejo de Aberdeenshire, en Escocia (Reino Unido), con una población estimada a mediados de 2016 de 11 170 habitantes.
Se encuentra ubicada al este de Escocia, cerca de la costa del mar del Norte y de la ciudad de Aberdeen.